# Premier Liga
Premier Liga (limba ucraineană: Прем'єр Ліга) este cea mai importantă competiție din sistemul fotbalistic ucrainean.

## Clasamentul UEFA
Coeficientul UEFA pe 2020
- 7  (6)  Prima Ligă Rusă
- 8  (8)  Prima Ligă Belgiană
- 9   (11)  Eredivisie
- 10   (9)  Premier Liga
- 11  (10)  Süper Lig
- 12  (12)  Bundesliga

## Performanțe după club
| Club Sportiv     | 1  | 2  | 3 | Sezoane Câștigate                                                                              |
| ---------------- | -- | -- | - | ---------------------------------------------------------------------------------------------- |
| Dinamo Kiev      | 16 | 13 | 1 | 1993, 1994, 1995, 1996, 1997, 1998, 1999, 2000, 2001, 2003, 2004, 2007, 2009, 2015, 2016, 2021 |
| Șahtior Donețsk  | 14 | 13 | - | 2002, 2005, 2006, 2008, 2010, 2011, 2012, 2013, 2014, 2017, 2018, 2019, 2020, 2023             |
| Tavriya          | 1  | -  | - | 1992                                                                                           |
| Dnipro           | -  | 2  | 7 |                                                                                                |
| Cernomoreț       | -  | 2  | 3 |                                                                                                |
| Metalist Harkov  | -  | 1  | 6 |                                                                                                |
| Dnipro-1         | -  | 1  | - |                                                                                                |
| Zarea            | -  | -  | 4 |                                                                                                |
| Metalurg Donetsk | -  | -  | 3 |                                                                                                |
| Kryvbas          | -  | -  | 2 |                                                                                                |
| Vorskla Poltava  | -  | -  | 2 |                                                                                                |
| Karpaty Lviv     | -  | -  | 1 |                                                                                                |
| Oleksandriya     | -  | -  | 1 |                                                                                                |

## Echipe în top 3
| Sezon   | Campioană   | Locul 2         | Locul 3         | Sezon   | Campioană   | Locul 2     | Locul 3            | Sezon   | Campioană   | Locul 2     | Locul 3            |
| ------- | ----------- | --------------- | --------------- | ------- | ----------- | ----------- | ------------------ | ------- | ----------- | ----------- | ------------------ |
| 2021-22 | Șahtior     | Dinamo Kiev     | Zarea           | 2022-23 | Șahtior     | Dinamo Kiev | Zarea              | 2023-24 |             |             |                    |
| 2018-19 | Șahtior     | Dinamo Kiev     | Oleksandria     | 2019-20 | Șahtior     | Dinamo Kiev | Zarea              | 2020-21 | Dinamo Kiev | Șahtior     | Zarea              |
| 2015-16 | Dinamo Kiev | Șahtior         | Dnipro          | 2016-17 | Șahtior     | Dinamo Kiev | Zarea              | 2017-18 | Șahtior     | Dinamo Kiev | Vorskla Poltava    |
| 2012-13 | Șahtior     | Metalist Harkov | Dinamo Kiev     | 2013-14 | Șahtior     | Dnipro      | Metalist Harkov    | 2014-15 | Dinamo Kiev | Șahtior     | Dnipro             |
| 2009-10 | Șahtior     | Dinamo Kiev     | Metalist Harkov | 2010-11 | Șahtior     | Dinamo Kiev | Metalist Harkov    | 2011-12 | Șahtior     | Dinamo Kiev | Metalist Harkov    |
| 2006-07 | Dinamo Kiev | Șahtior         | Metalist Harkov | 2007-08 | Șahtior     | Dinamo Kiev | Metalist Harkov    | 2008-09 | Dinamo Kiev | Șahtior     | Metalist Harkov    |
| 2003-04 | Dinamo Kiev | Șahtior         | Dnipro          | 2004-05 | Șahtior     | Dinamo Kiev | Metalurg Donetsk   | 2005-06 | Șahtior     | Dinamo Kiev | Cernomoreț         |
| 2000-01 | Dinamo Kiev | Șahtior         | Dnipro          | 2001-02 | Șahtior     | Dinamo Kiev | Metalurg Donetsk   | 2002-03 | Dinamo Kiev | Șahtior     | Metalurg Donetsk   |
| 1997-98 | Dinamo Kiev | Șahtior         | Karpaty Lviv    | 1998-99 | Dinamo Kiev | Șahtior     | Kryvbas Kryvyi Rih | 1999-00 | Dinamo Kiev | Șahtior     | Kryvbas Kryvyi Rih |
| 1994-95 | Dinamo Kiev | Cernomoreț      | Dnipro          | 1995-96 | Dinamo Kiev | Cernomoreț  | Dnipro             | 1996-97 | Dinamo Kiev | Șahtior     | Vorskla Poltava    |
| 1992    | Tavriya     | Dinamo Kiev     | Dnipro          | 1992-93 | Dinamo Kiev | Dnipro      | Cernomoreț         | 1993-94 | Dinamo Kiev | Șahtior     | Cernomoreț         |

Note: 
- Sezonul 2021–22 nu a fost încheiat din cauza invaziei ruse în Ucraina. Clasamentul a fost înghețat pentru stabilirea echipelor calificate în cupele europene, dar nu a fost acordat titlul de campioană

## Cupele europene

### Cele mai mari realizări
| Club Sportiv    | Cupa Campionilor / Liga Campionilor | Cupa Campionilor / Liga Campionilor | Cupa Campionilor / Liga Campionilor | Cupa UEFA / Europa League | Cupa UEFA / Europa League | Cupa UEFA / Europa League | Cupa UEFA / Europa League | Cupa Cupelor UEFA | Cupa Cupelor UEFA | Supercupa Europei | Supercupa Europei | Cupa UEFA Intertoto | Cupa UEFA Intertoto |
| Semifinala      | Sferturi                            | Optimi                              | Campioni                            | Finala                    | Semifinala                | Sferturi                  | Campioni                  | Sferturi          | Campioni          | Finala            | Finala            |                     |                     |
| --------------- | ----------------------------------- | ----------------------------------- | ----------------------------------- | ------------------------- | ------------------------- | ------------------------- | ------------------------- | ----------------- | ----------------- | ----------------- | ----------------- | ------------------- | ------------------- |
| Dinamo Kiev     | 1977, 1987, 1999                    | 1973, 1976, 1982, 1983, 1998        | 2016                                | -                         | -                         | 2009                      | 2011, 2015                | 1975, 1986        | 1966, 1991        | 1975              | 1986              | -                   |                     |
| Dnipro          | -                                   | 1985, 1990                          | -                                   | -                         | 2015                      | -                         | -                         | -                 | -                 | -                 | -                 | 2006                |                     |
| Șahtior Donețsk | -                                   | 2011                                | 2013, 2015, 2018                    | 2009                      | -                         | 2016, 2020                | -                         | -                 | 1984              | -                 | 2009              | -                   |                     |
| Metalist Harkov | -                                   | -                                   | -                                   | -                         | -                         | -                         | 2012                      | -                 | -                 | -                 | -                 | -                   |                     |
| Cernomoreț      | -                                   | -                                   | -                                   | -                         | -                         | -                         | -                         | -                 | -                 | -                 | -                 | 2007                |                     |
| Tavriya         | -                                   | -                                   | -                                   | -                         | -                         | -                         | -                         | -                 | -                 | -                 | -                 | 2008                |                     |

### Finale
| Finale jucate în cupele europene | Finale jucate în cupele europene | Finale jucate în cupele europene | Finale jucate în cupele europene | Finale jucate în cupele europene | Finale jucate în cupele europene | Finale jucate în cupele europene | Finale jucate în cupele europene | Finale jucate în cupele europene |
| Câștigate                        | Câștigate                        | Câștigate                        | Câștigate                        |                                  | Pierdute                         | Pierdute                         | Pierdute                         | Pierdute                         |
| Anul                             | Campioni                         | Scor                             | Adversar                         | Anul                             | Învinși                          | Scor                             | Adversar                         |                                  |
| -------------------------------- | -------------------------------- | -------------------------------- | -------------------------------- | -------------------------------- | -------------------------------- | -------------------------------- | -------------------------------- | -------------------------------- |
| 1975                             | Dinamo Kiev                      | 3 - 0                            | Ferencváros                      | 1986                             | Dinamo Kiev                      | 0 - 1                            | Steaua București                 |                                  |
| 1975                             | Dinamo Kiev                      | 1 - 0                            | Bayern München                   | 2006                             | FC Dnipro                        | 2 - 2                            | Marseille (a)                    |                                  |
| 1986                             | Dinamo Kiev                      | 3 - 0                            | Atlético Madrid                  | 2007                             | Cernomoreț                       | 1 - 3                            | RC Lens                          |                                  |
| 2009                             | Șahtior Donețk                   | 2 - 1                            | Werder Bremen                    | 2008                             | Tavria                           | 1 - 1                            | Rennes (pen.)                    |                                  |
|                                  |                                  |                                  |                                  | 2009                             | Șahtior Donețk                   | 0 - 1                            | FC Barcelona                     |                                  |
|                                  |                                  |                                  |                                  | 2015                             | FC Dnipro                        | 2 – 3                            | FC Sevilla                       |                                  |